# Henk van der Lee
Henk van der Lee (Rotterdam 28 oktober 1926 – 14 april 2012) was een Nederlandse zanger, componist en tekstschrijver. Hij is de oprichter en het creatieve brein achter het komische trio The three jacquets dat een grote hit had met  't Autootje. Henk van der Lee was ook een mentor voor veel andere Rotterdamse artiesten. Henk van der Lee werd 85 jaar. Zijn kinderen vormden in de jaren '70 de familiegroep Familee en hadden met The Story of Buddy Holly in 1979 een bescheiden Top 40-hit.